# Let L-410 Turbolet
L-410 Turbolet je dvomotorno visokokrilno lahko transportno/potniško letalo. Letalo izdelujejo v tovarni Let Kunovice v Kunovicah na Češkem.

## Razvoj
Prve študije o razvoju 15 sedežnega transportnega letala L-410 segajo v leto 1966. Letalo je dobilo ime Turbolet in naj bi bilo namenjeno predvsem za uporabo na neurejenih letaliških stezah. Izbrani motor je bil novi Walter ali Motorlet M 601 vendar pa so kmalu ugotovili na testiranjih, da ta motor ni primeren za letalo in zamenjal ga je Pratt & Whitney Canada PT6A-27. Prototip je opravil prvi polet 16. aprila 1969, serijska proizvodnja pa se je začela leta 1970.
Osnovni model L-410 je bil leta 1979 malo spremenjen in je dobil novo oznako L-410 UVP. Ta model ima za 47 cm podaljšana krila in pa dobil je tudi posodobljen motor Motorlet M 601 E. Preuredili so tudi notranjost, tako da letalo lahko sprejme do 19 potnikov.

## Uporaba
Od okoli 1200 izdelanih letal jih je veliko še vedno v uporabi. Največ jih je bilo prodanih v nekdanjo Sovjetsko zvezo, vendar jih je ta veliko preprodala, v države Azije, Afrike in Južne Amerike.
Enega od letal tega tipa ima v uporabi tudi Slovenska vojska.